# Panhard 24
La Panhard 24 era un'autovettura di fascia media prodotta dal 1964 al 1967 dalla Casa automobilistica francese Panhard.

## Storia
Quando nel 1959 fu introdotta la PL 17, al quartier generale della Panhard ci si mise nuovamente in moto per lavorare di già al modello che avrebbe dovuto prenderne il posto. Si pensava quindi subito ad una nuova berlina, molto moderna e più accattivante. Ma la Citroën, divenuta azionista di maggioranza della Panhard, per far uscire quest'ultima dalla crisi economica in cui si trovava, bocciò l'idea perché la berlina che i vertici Panhard avevano in mente rischiava di andare a far concorrenza alla Citroën ID, la vice-ammiraglia della Casa del "double-chevron". Pertanto alla Panhard si optò per una berlina a due porte e a tre volumi. Questa volta la Citroën accettò l'idea, autorizzando la messa in opera del progetto V 527, poi commercialmente denominato Tipo 24, in ricordo dei successi sportivi ottenuti dalla Panhard, nella categoria "750 GT", durante le precedenti edizioni della 24 Ore di Le Mans. Per ribadire ulteriormente il concetto, la presentazione ufficiale avvenne il 24 giugno 1963, ma la produzione vera e propria cominciò solo all'inizio dell'anno seguente.

La 24 era disponibile inizialmente in 2 versioni, con due varianti di passo a seconda della versione, entrambe con motore da 851 cm³ e da 50CV di potenza massima:
- 24 B: (Berline) versione a passo lungo di 2550 mm, in pratica la berlina a tre volumi e due porte fissata agli inizi del progetto;
- 24 C: (Coach) versione a passo corto di 2386 mm.

Nel 1965 furono introdotte le versioni BT (Berline Tigre) e CT (Coupé Tigre), sempre differenziate nel passo, che montavano i motori "M8S-T" e "M10S", con potenza di 60 CV, evoluzioni del precedente tipo "M8N".

Nonostante la gamma piuttosto completa, una linea all'epoca molto valida ed una dotazione quasi lussuosa, la 24 non riuscì a trovare consensi. A proposito della dotazione, la Panhard 24 offriva tra l'altro i sedili anteriori regolabili longitudinalmente, in inclinazione e perfino in altezza, le luci di cortesia all'apertura delle portiere, lo specchietto di cortesia e il termometro. Inoltre, sulle versioni Tigre il divanetto posteriore era ribaltabile.
Sempre nel 1965 fu anche introdotta anche la 24 BA, un allestimento particolarmente economico della "24 B", con l'intento di rilanciare le sorti non proprio felici del modello. Tuttavia il pubblico mostrò di gradirla ancor meno e la "24 BA" fu tolta dal listino nel luglio 1966, dopo appena 161 esemplari prodotti.
È facile desumere come la notevole qualità costruttiva e la raffinatezza meccanica del modello "24" abbiano fortemente inciso sui costi di costruzione, determinando un prezzo di vendita molto elevato che ne decretò l'insuccesso. In Italia, nel 1964, contro le 790.000 di una Fiat 850 Super, la "24 CT" costava 1.680.000 Lire; ad esempio, con una simile cifra, si potevano acquistare le ben più prestigiose e potenti "ID" o "Giulia".
Si arrivò così al 1967, anno in cui la Panhard 24 fu tolta di produzione: l'ultimo esemplare della serie "24", una "BT" nera con interni rossi, uscì dalle catene di montaggio il 19 settembre 1967. La crisi di vendite fece decidere alla Citroën, che aveva assunto il controllo della Panhard, di chiudere il reparto automobili della casa, nello stesso anno.

## Caratteristiche estetiche

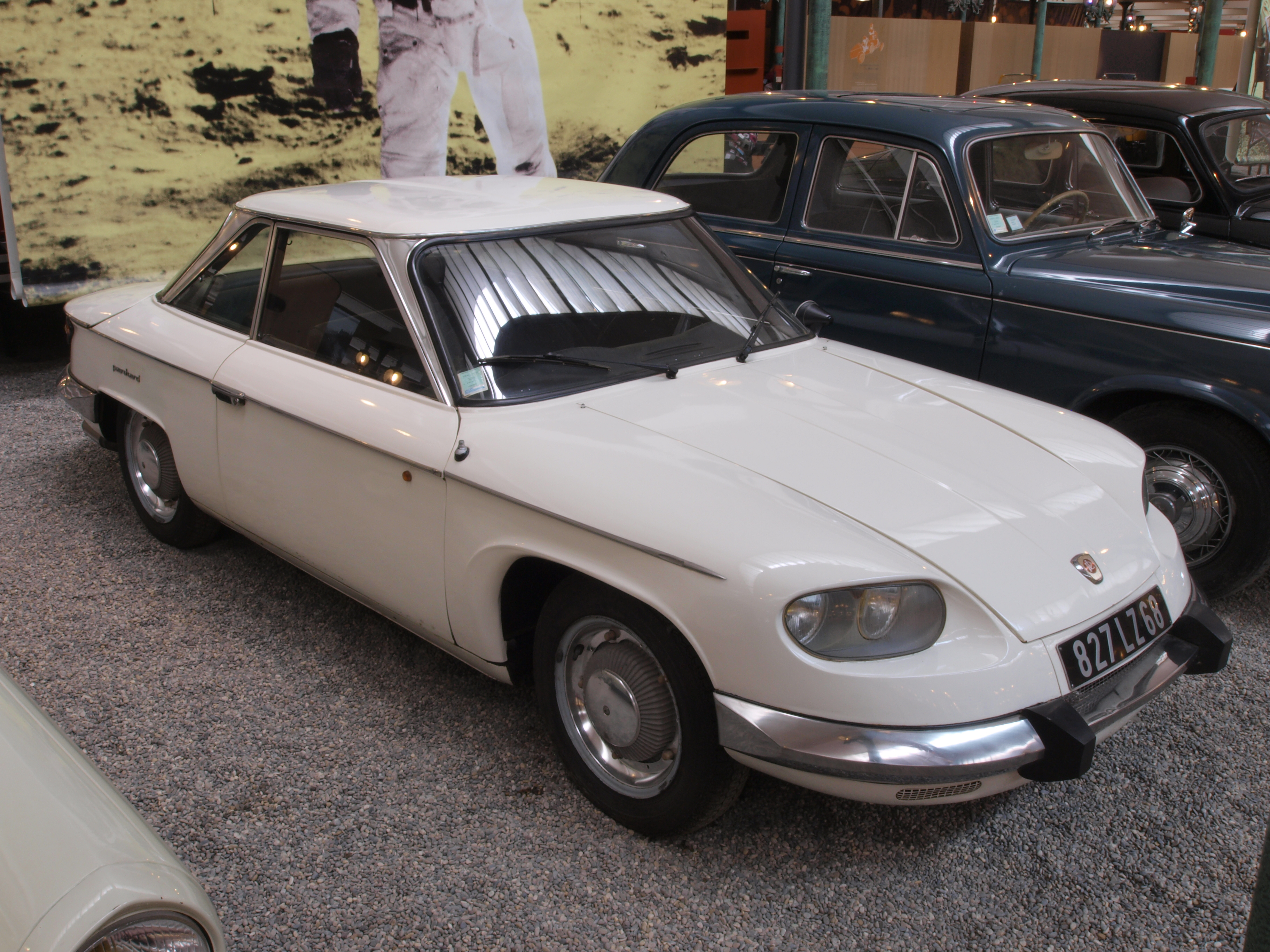
Vista anteriore di una Panhard 24 CT

Il destino è stato ingiusto con la Panhard 24: non fu capita, e fu pure la causa della chiusura della casa francese.

Eppure la vettura aveva molto da dire, anche solo per la sua linea: a colpo d'occhio assomigliava, specie nella fiancata, alla PL 17, ma in realtà apparteneva ad un progetto del tutto nuovo: prima di tutto, come in qualsiasi coupé, il corpo vettura era basso, molto più basso della PL 17 (oltre 30 cm di differenza), per dare l'idea di una vettura scattante. Il frontale, liscio ed affilato, era caratterizzato dai doppi fari carenati, soluzione ripresa pochi anni dopo dalla Citroën sulla seconda serie della DS.

Quanto alla coda, il padiglione perde la "palpebra" tipica delle ultime PL 17 e torna ad avere un disegno più convenzionale, ma un evidente spigolo contornato da una linea cromata corre per tutta la larghezza della coda, proprio sopra i fari posteriori, avvolgenti, di forma allungata e a sviluppo orizzontale. Questa linea cromata continua poi attorno al corpo della vettura, tagliando la fiancata all'altezza della linea di cintura, donando alla vettura un look simile a quello delle Chevrolet Corvair.

## Meccanica

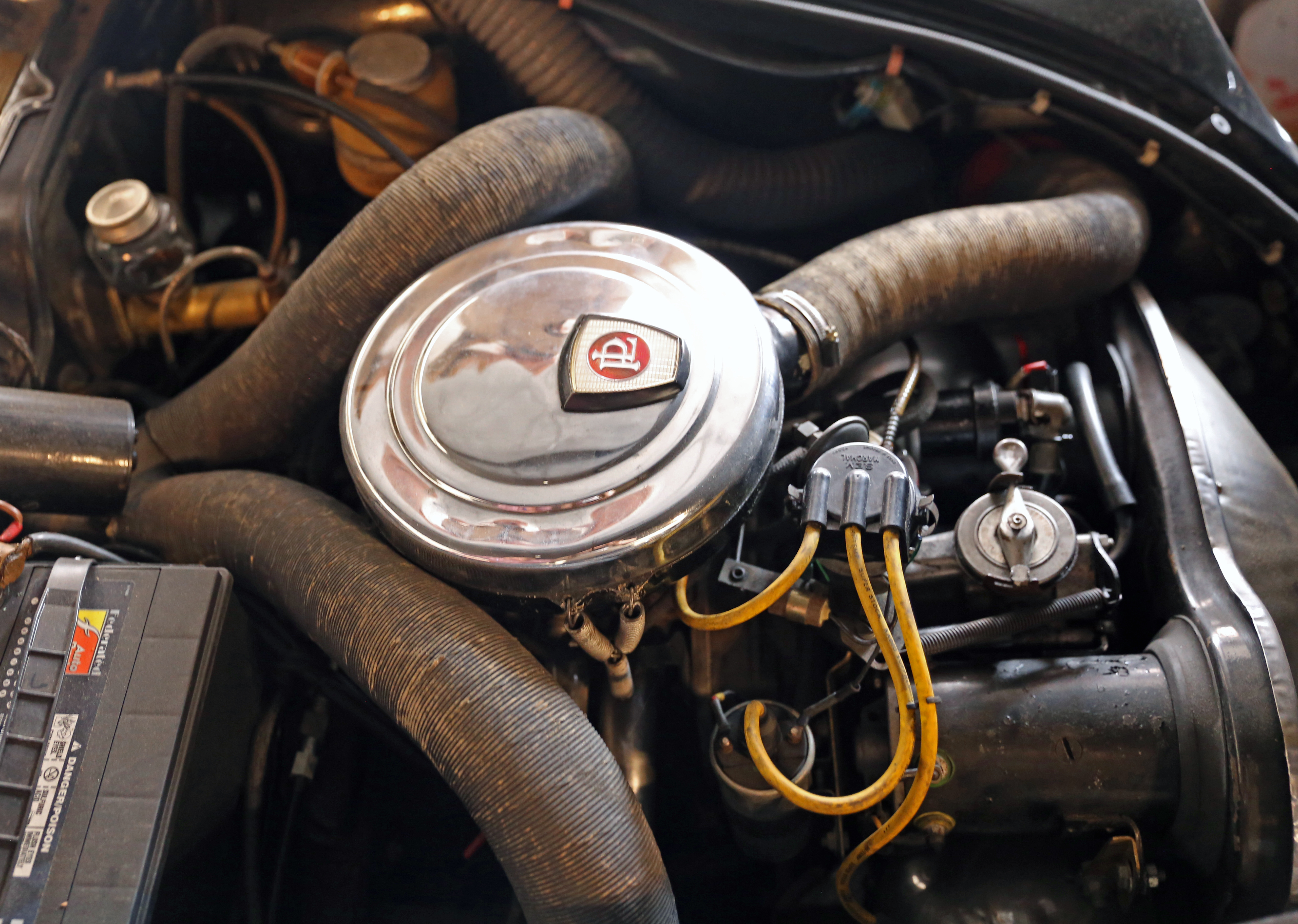
Motore di una 24 BT

La Panhard 24 era realizzata su una scocca portante molto rigida, in cui ci si poteva permettere dei montanti sottili che migliorassero la visibilità posteriore e laterale. Le sospensioni erano a ruote indipendenti, con ammortizzatori telescopici: in particolare, l'avantreno era a balestra trasversale, mentre il retrotreno era a barre di torsione.
L'impianto frenante era a tamburi sulle versioni normali e a dischi sulle versioni Tigre.

La trazione era anteriore ed il cambio era manuale a 4 marce.

Quanto al motore, la Casa francese, a corto di risorse economiche e non solo, non poteva permettersi di sviluppare una nuova unità motrice e dovette perciò ripiegare sul vecchio bicilindrico boxer orizzontale da 851 cm³, in grado di sviluppare 50 CV sulle versioni normali e 60 CV sulle versioni Tigre, consentendo così alle due varianti di raggiungere rispettivamente 135 e 160 km/h di velocità massima.